# Terry Cooper
Terry Cooper (Brotherton, 12 juli 1944 - 31 juli 2021) was een Brits voetballer. Hij was een verdediger in het Leeds United-team van de jaren 60 en 70 en speelde voor Engeland op het WK van 1970. Later was hij coach van beide voetbalteams van Bristol, Birmingham City en twee keer van Exeter City.

## Carrière
Cooper speelde voor Leeds United, Middlesbrough, Bristol city, Bristol rovers en Doncaster rovers. Hij beëindigen zijn carrière in 1984 en daarna was hij trainer voor Bristol Rovers, Bristol City, Exeter City en Birmingham City.

## Privéleven
Cooper was getrouwd, Hij kreeg 3 kinderen. Cooper zoons is ook voetballer geworden.
Hij overleed op 31 juli 2021.